# Joop ter Beek
Adrianus Johannes „Joop” ter Beek (ur. 1 czerwca 1901 w Bredzie, zm. 5 września 1934 tamże) – piłkarz holenderski grający na pozycji napastnika. W swojej karierze rozegrał 1 mecz w reprezentacji Holandii.

## Kariera klubowa
W swojej karierze piłkarskiej ter Beek grał w klubie NAC Breda.

## Kariera reprezentacyjna
W reprezentacji Holandii ter Beek zadebiutował 2 czerwca 1924 roku w wygranym 2:1 meczu igrzysk olimpijskich w Paryżu z Irlandią. Był to jego jedyny mecz w kadrze narodowej.